# コロンビア人民解放軍
コロンビア人民解放軍（ころんびあじんみんかいほうぐん、スペイン語: Ejército Popular de Liberación、略称EPL）は、コロンビアで毛沢東主義を掲げるコロンビア共産党マルクス・レーニン派（PCC-ML）の武装組織である。

## 概要
1967年創設。主流派は1991年に武装解除し、反主流派は1995年にコロンビア政府に和平交渉を提案。1996年に500人以上が投降し、事実上解散したが、現在も少数の分派が残党となり、同国北部アンティオキア県などで散発的に警察部隊を襲撃するなど活動を続けている。
2015年10月2日、コロンビア政府はEPLの最高幹部ビクトル・ラモン・ナバロ（39歳）を1日の戦闘で殺害したと発表した。ナバロは「メガテオ」の渾名で知られていた。
政府軍はベネズエラとの国境沿いの北部ノルテ・デ・サンタンデール県カタトゥンボ地方の山岳地帯でEPL部隊を爆撃し、警護のゲリラ幹部4人とともにナバロを殺害した。
ナバロは軍資金をコカインの密輸に頼り、ベネズエラ経由で欧米に送り多額の資金を調達していた。アメリカ政府はナバロに500万ドル、コロンビア政府は2000万ペソ（約67万ドル）の懸賞金をかけていた。